# Karsten Dümmel

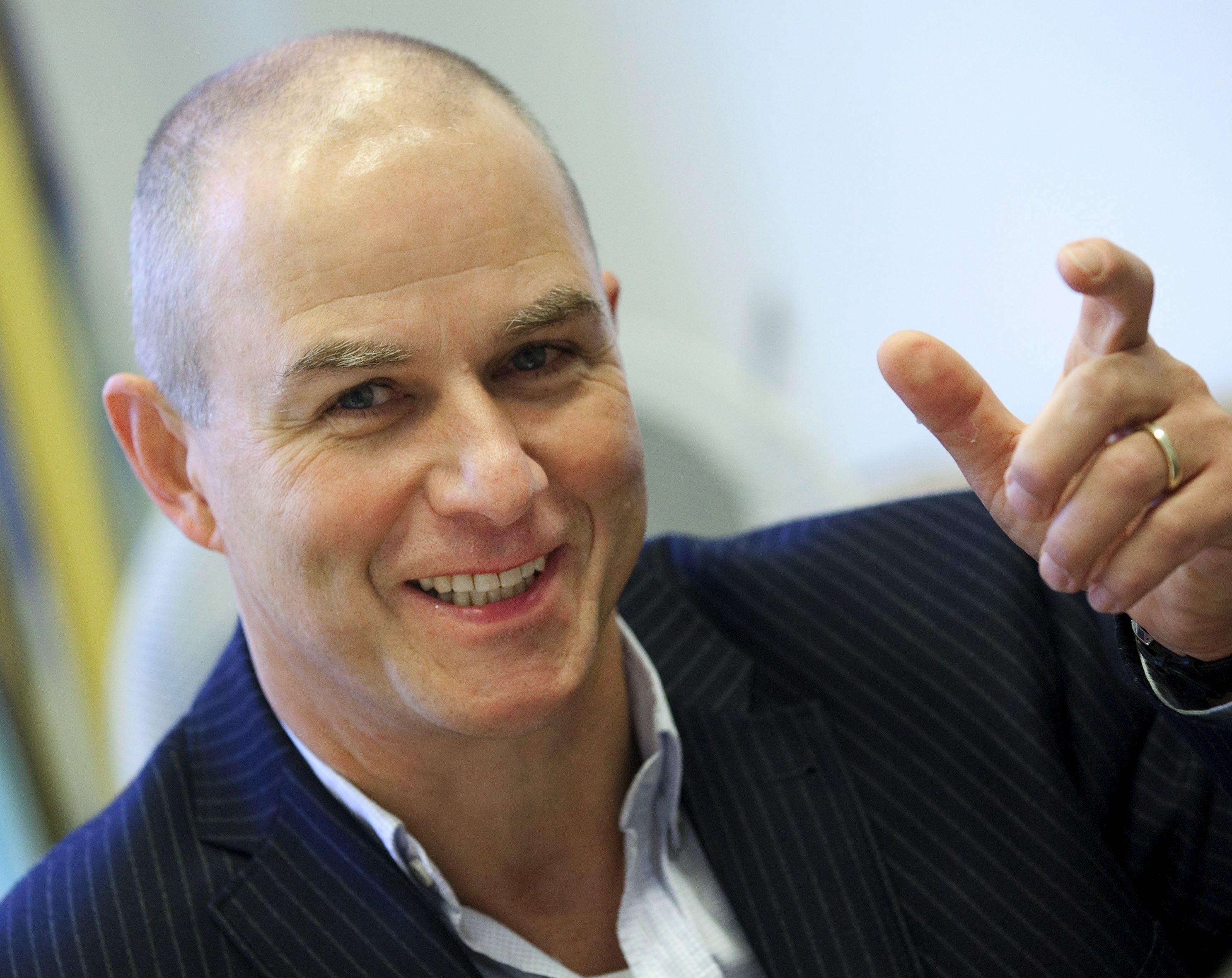
Karsten Dümmel (2012)

Karsten Dümmel (* 1960 in Zwickau) ist ein deutscher Schriftsteller und Bürgerrechtler der DDR. Er war Gründungsmitglied mehrerer kirchlich oppositioneller Arbeitskreise, die sich für Menschenrechtsfragen und für die Freiheit des Wortes einsetzten. Auf Grund seiner kritischen Haltung zum SED-Regime begann das Ministerium für Staatssicherheit (MfS) schon frühzeitig mit Zersetzungsmaßnahmen gegen ihn vorzugehen. Im Frühjahr 1988 wurde er von der Bundesrepublik freigekauft.

## Leben

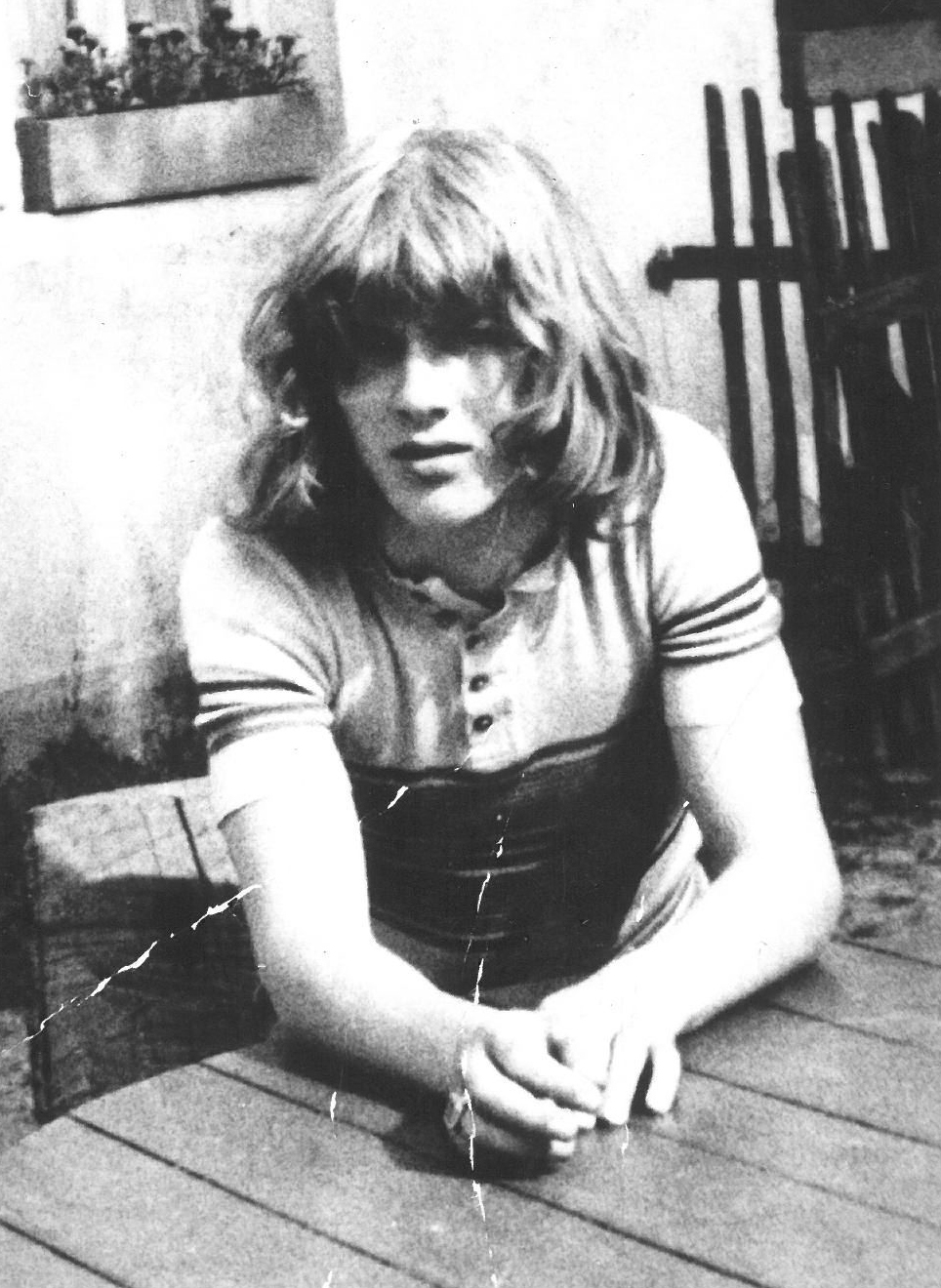
Karsten Dümmel (1976)

Dümmel gründete 1976 mit neun weiteren Jugendlichen in Schlema den Arbeitskreis „Kunst und Kirche“, der nach wenigen Monaten vom MfS aufgelöst wurde. Im selben Jahr begann seine Ausbildung zum Elektromonteur im Uran-Bergbau der SDAG Wismut. Mit achtzehn Jahren trat er offiziell aus der FDJ, der DSF und dem FDGB aus. 1980 machte er Abitur über den zweiten Bildungsweg. Ab 1983 war er Leiter der Arbeitskreise „Literatur“ sowie der „Friedenswerkstatt“ im evangelischen Gemeindezentrum Gera-Lusan. Diese Arbeitskreise fußten auf dem Modell der „Offenen Arbeit“. In diese Zeit fällt die Zusammenarbeit mit Roland Geipel, Mathias Fischer-Herbst, Martin Morgner, Andreas Bley, Michael Beleites, Stephan Krawczyk, Freya Klier und Lutz Rathenow. Aus politischen Gründen wurde Dümmel zwischen 1980 und 1984 achtmal ein Studienplatz abgelehnt. Daraufhin stellte er im Mai 1984 den ersten von insgesamt 56 Ausreiseanträgen. Die Konsequenz war eine verordnete Arbeitsplatzbindung als Fensterputzer, Gebäudereiniger und Hilfsarbeiter in der Nachtreinigung von Zügen. Zudem verhängte das MfS eine Reihe weiterer Maßnahmen wie Kontaktaufnahmesperre, Berlinverbot, Postkontrolle, Reiseverbot und Stadtarrest (teilweise mit Hausarrest) gegen ihn. Die Zersetzungsmaßnahmen des MfS gipfelten in einer „Disziplinierungsmaßnahme“: Dümmel wurde am 18. Juli 1985 in Gera in Untersuchungshaft genommen und kam unter Auflagen wieder frei. Während der Besuchsreise des Staatsratsvorsitzenden Erich Honeckers in der Bundesrepublik Deutschland im September 1987 wurde Dümmels Fall durch die Internationale Gesellschaft für Menschenrechte auf eine Petitionsliste gesetzt, die Honecker übergeben wurde. Der Fall wurde seit 1984 von der Beauftragten der Bundesregierung für Familienzusammenführung durch Barbara von der Schulenburg vertreten. Im Frühjahr 1988 erfolgte der Häftlingsfreikauf Dümmels durch die Bundesrepublik Deutschland. Im Wintersemester 1988/89 nahm er ein Rhetorik- und Germanistik-Studium an der Universität Tübingen auf. Nachdem es Dümmel Ende Dezember 1989 wieder erlaubt war, in die DDR einzureisen, gehörte er zu einer Gruppe von zwei Dutzend Personen, die als Abordnung des Bürgerkomitees in der Nacht vom 4. zum 5. Januar 1990 versuchten, die Bezirksverwaltung der Staatssicherheit Gera zu besetzen. Zu der Gruppe gehörten u. a.: Roland Jahn, Roland Geipel, Rolf Buchner.
1992 schloss Dümmel sein Studium mit einem Magister Artium ab, 1996 promovierte er in Rhetorik. Zwischen 1988 und 2004 initiierte er jährlich die Tübinger-Ost-West-Begegnung. Gäste waren u. a. Uwe Kolbe, Peter Bohley, Joachim Walther, Wolfgang Hilbig, Utz Rachowski, Roland Erb, Siegmar Faust, Udo Scheer, Thanos Kießling, Freya Klier, Josiane Alfonsi, Michael Kapellen, Steffen Mohr, Stefan Ulrich Meyer, Axel Reitel, Falko Wiesner, Wolfgang Templin, Marion Abraham, Ekkehard Maaß, Lew Druskin, Günter Ullmann, Roland Geipel, Kerstin Wiesner, Michael Beleites, Katharina Landgraf, Andreas Bley, Jörg Bernig, Siegfried Reiprich, Stephan Krawczyk.
Dümmel ist Mitglied des P.E.N. Zentrums deutschsprachiger Autoren im Ausland, des Autorenkreis der Bundesrepublik und des Writers-in-Prison-Committee. Von 2014 bis 2018 bekam er mehrere Gastprofessuren an den Universitäten Mostar, Sarajevo, Ost-Sarajevo / Pale, Bihac, Katholische Universität Kroatien in Zagreb, International Burch University in Sarajevo und University Džemal Bijedić of Mostar.
Seit 1997 arbeitet Dümmel in der politischen Erwachsenenbildung und in der Entwicklungszusammenarbeit für die Konrad-Adenauer-Stiftung in Leipzig, Stuttgart, Dakar, Hamburg, Nairobi und Sarajevo. Seit 2019 ist er Landesbeauftragter und Leiter des Politischen Bildungsforums Saarland in Saarbrücken.
Dümmel lebt in Frankreich.

## Stipendien / Auszeichnungen
- April 1989 – September 1992 Stipendium der Otto Benecke Stiftung
- September 1993 – September 1996 Promotionsstipendium der Friedrich-Naumann-Stiftung
- September 2015 „Botschafter des Friedens in Bosnien-Herzegowina“
- März 2016 „Ehrenplakette der Philosophischen Fakultät der Universität Mostar“

## Werke
- Identitätsprobleme in der DDR – Literatur der siebziger und achtziger Jahre. Frankfurt am Main 1997.
- Was war die Stasi? Einblicke in das Ministerium für Staatssicherheit der DDR (MfS). Sankt Augustin 2002.
- La Tolerérance religieuse. Reflet de l’aspiration d’une nation à la démocratie. Dakar 2006.
- Emigration clandestine. L’aventure mortelle. Scénario de BD Afrique Citoyenne. No 13, Dakar 2006.
- Nachtstaub und Klopfzeichen oder Die Akte Robert. Berlin 2007.
- L`emigration clandestine. Le profile des candidats. 2. Auflage. Dakar 2008.
- Was war die Stasi? Einblicke in das Ministerium für Staatssicherheit. 3., erw. u. überarb. Auflage. Sankt Augustin 2009.
- Le dossier Robert. Paris/Meudon 2009.
- Öötolm ja koputus ehk Roberti toimik. Faatum 2011.
- Grenzverletzung. Eine Novelle & Das Beben von Berlin. Bilder einer Ausstellung. Hamburg 2011.
- Strohblumenzeit. Berlin 2014.[2]
- Le Temps des immortelles. Paris/Meudon 2017.
- Was war die Stasi? Einblicke in das Ministerium für Staatssicherheit. 6., erw. u. überarb. Auflage. Berlin 2019.